# Cruz Salmerón Acosta
Pour les articles homonymes, voir Cruz Salmerón Acosta (homonymie).
 (mai 2015).
Le contenu est difficilement compréhensible vu les erreurs de traduction, qui sont peut-être dues à l'utilisation d'un logiciel de traduction automatique.
Cruz María Salmerón Acosta (Manicuare, Venezuela, 3 janvier 1892 - Manicuare, 30 juillet 1929) est un écrivain et poète vénézuélien, connu comme « le poète du martyre » et aussi comme « le solitaire de la cime de Manicuare ». Son œuvre, composée de sonnets principalement, a été influencée par le courant du modernisme.
Il a obtenu ses premières études chez Carlota et Petra González, ses voisines de Manicuare. Après avoir déménagé à Cumaná pour commencer ses cours dans l’école de Pedro Luis Cedeño, il continua ses études secondaires dans le lycée Federal. En 1910, il voyage à Caracas et commence à étudier Sciences Politiques dans l’Université Central de Venezuela. Il y écrivit son premier sonnet, Cielo y Mar, adressé à son ami, également poète, José Antonio Ramos Sucre. Pendant cette époque il a été collaborateur en publications comme : Satricón, La U, Claros del Alba, Élite, Renacimiento, El Universal, El Nuevo Diario et Broche de Oro.   
Deux ans après avoir été diagnostiqué atteint de la lèpre, il sentait des douleurs dans ses bras et des assoupissements dans ses mains. Les médecins l’ont conseillé de rentrer à Manicuare avant qu’il soit victime d’un isolement sanitaire. Salmerón a poursuivi ses études malgré cet avertissement. Mais en 1913, il rentre à son village, après que le gouvernement de Juan Vicente Gómez a fermé l’université.   
Postérieurement à son retour, sa sœur Encarnación meurt, de même que son frère Antoñico, assassiné par le chef civil du village. Face à ce fait, Salmerón décide d’affronter l’autorité et fut emprisonné à Cumaná pendant un an. En sortant de prison, il se réfugie une nouvelle fois en Manicuare, dans une petite maison construite spécialement pour lui. Là-bas, il passera ses quinze dernières années de vie.   
En juillet 1929, Manicuare subit une grave sécheresse. Pourtant, à la mort de Cruz Salmeron Acosta, le 30 juillet de la même année, il y eut de la pluie dans le village : cette coïncidence est devenue une légende et fait désormais partie du patrimoine culturel de la région, exprimé populairement en pièces musicales comme la Canción Cumanesa, de l’auteur interprète Alí Primera.   
Une compilation de toute son œuvre lyrique a été publiée en 1952, intitulée Fuente de Amargura, dans le cadre des Éditions Gratuites de la Ligne Aéropostale Vénézuélienne. En 1983, sa vie a été portée au cinéma par le réalisateur Jacobob Penzo dans le film La casa de agua. Il a été nommé, en son honneur, la municipalité qui héberge son village natal.